# Трескинский сельсовет (Колышлейский район)
Трескинский сельсовет — сельское поселение в Колышлейском районе Пензенской области Российской Федерации.
Административный центр — село Трескино.

## История
Статус и границы сельского поселения установлены Законом Пензенской области от 2 ноября 2004 года № 690-ЗПО «О границах муниципальных образований Пензенской области».
Законом Пензенской области от 15 сентября 2010 года № 1945-ЗПО в состав Трескинского сельсовета вошли упразднённые Катковский и Сумский сельсоветы.

## Население
| 2002  | 2010  | 2012  | 2013  | 2014  | 2015  | 2016  |
| ----- | ----- | ----- | ----- | ----- | ----- | ----- |
| 1684  | ↗1691 | ↗2992 | ↘2946 | ↘2856 | ↘2822 | ↘2799 |
| 2017  | 2018  | 2021  |       |       |       |       |
| ↘2771 | ↘2753 | ↘2290 |       |       |       |       |

## Состав сельского поселения
| № | Населённый пункт | Тип населённого пункта       | Население |
| - | ---------------- | ---------------------------- | --------- |
| 1 | Кайсаровка       | деревня                      | ↗228      |
| 2 | Карауловка       | деревня                      | ↘312      |
| 3 | Катковка         | село                         | ↘556      |
| 4 | Луговое          | деревня                      | 20        |
| 5 | Надеждино        | деревня                      | 26        |
| 6 | Немчиновка       | деревня                      | ↗287      |
| 7 | Раевка           | деревня                      | 1         |
| 8 | Сумы             | село                         | ↘480      |
| 9 | Трескино         | село, административный центр | ↘916      |